# Король футбола
«Король футбола» (англ. Soccer Dog: The Movie; дословно — «Собака-футболист: Фильм») — американская кинокомедия 1999 года. В 2004 году вышло продолжение: «Король футбола: Кубок Европы» (англ. Soccer Dog: European Cup).

## Сюжет
Один из теглайнов фильма: «Далматинцев может быть 101, а пёс-футболист — всего один!» (англ. There may be 101 Dalmatians but there's only 1 Soccer Dog!)
Элден — мужчина, с ностальгией вспоминающий свои юные годы, свои футбольные успехи. Он даже усыновляет мальчика в надежде, что тот переймёт от него страсть к футболу, станет его учеником, но Клэй оказывается абсолютно равнодушным к этому виду спорта. Поэтому отношения новоиспечённых отца и сына становятся достаточно напряжёнными, но внезапно в их доме появляется бродячий пёс, выказывающий недюжинные способности к игре в футбол…

## В ролях
- Джеймс Маршалл — Элден
- Оливия Д’Або — Елена
- Джереми Фоли — Клэй
- Бёртон Гиллиам[англ.] — почтальон
- Сэм Макмюррей — тренер Шо
- Билли Драго — Дэмон Флеминг, ловец бродячих собак
- Эван Мэттью Коэн — Сонни
- Билл Капиччи — Вито
- Кирк Бэйли — Реф